# Université d'État de l'Indiana
Pour les articles homonymes, voir ISU.
L'université d'État de l'Indiana (en anglais : Indiana State University ou ISU) est une université publique américaine située à Terre Haute dans l'Indiana.

## Anciens élèves notables
- Larry Bird, basketteur américain
- Herald Rae Cox, bactériologiste américain
- Jill Bolte Taylor, scientifique américaine
- James Brian Hellwig, catcheur américain

## Sports
Les équipes sportives de l'établissement sont connues sous le nom des Sycamores. Ils évoluent en Division I dans la Missouri Valley Conference et en NCAA FCS également dans la Missouri Valley Football Conference.

## Source
- (en) Cet article est partiellement ou en totalité issu de l’article de Wikipédia en anglais intitulé « Indiana State University » (voir la liste des auteurs).